# Enérguia (empresa)
La Corporació Espacial i Coets Enérguia S.P. Koroliov (oficialment en rus: Раке́тно-косми́ческая корпора́ция «Эне́ргия» и́мени С.П. Королёва, Raketno-kosmítxeskaia korporàtsia “Enérguia” ímeni S.P. Koroliova), també coneguda com a RSC Enérguia (РКК «Эне́ргия», RKK “Enérguia”), és una empresa russa fabricant de components de naus i estacions espacials. L'empresa és la principal desenvolupadora i contractista del programa de vol espacial tripulat rus; també és propietari majoritari de Sea Launch. El seu nom deriva de Serguei Koroliov, el primer cap de la seva oficina de disseny, i la paraula russa d'energia.